# Hugo (cràter)
Hugo és un cràter d'impacte en el planeta Mercuri de 206 km de diàmetre. Porta el nom de l'escriptor francès Victor Hugo (1802-1885), i el seu nom va ser aprovat per la Unió Astronòmica Internacional el 1979.